# Франки Авалон
Франки Авалон (на английски: Frankie Avalon), роден Франсис Томас Авалоне (на английски: Francis Thomas Avallone), е американски актьор, певец и бивш идол на тийнейджърите. От 1958 до края на 1962 г. има 31 сингъла в американските класации, включително хитове номер едно като „Венера“ и „Защо“ през 1959 г.

## Кариера
Прави дебюта си през 1952 г. като тромпетист. През 1959 г. преди да навърши 20 години, има 2 номер едно хита, които се задържат на първо място няколко седмици. По-късно участва и във филми.

## Личен живот
Авалон се жени за Катрин „Кей“ Дибел на 19 януари 1963 г. Тя печели конкурси за красота. Когато я вижда, казва на приятеля си, че Кей е момичето, за което ще се ожени. Неговият агент предупреждава Авалон, че бракът ще развали мистерията около образа му. Те имат осем деца – Франки младши, Тони, Дина, Лора, Джоузеф, Никола, Катрин и Карла. Имат 10 внуци.